# ادگار مندز
ادگار مندز (انگلیسی: Édgar Méndez؛ زادهٔ ۲ ژانویهٔ ۱۹۹۰) بازیکن فوتبال اهل اسپانیا است.
از باشگاه‌هایی که در آن بازی کرده‌است می‌توان به باشگاه فوتبال رئال مادرید سی، باشگاه فوتبال رئال مادرید، باشگاه فوتبال رئال بتیس، باشگاه فوتبال آلمریا، باشگاه ورزشی تنریف، و باشگاه فوتبال گرانادا اشاره کرد.